# Laloides tigris
Laloides tigris là một loài ruồi trong họ Asilidae. Laloides tigris được Tomosovic & Grootaert miêu tả năm 2003. Loài này phân bố ở miền Ấn Độ - Mã Lai.